# 雷湛
雷湛，直隸顺天府通州人，清朝政治人物、同进士出身。雷一龍之侄。
顺治十二年（1655年）乙未科进士，官至户部郎中、大通桥河西务监督。